# Сезони на любовта
Сезони на любовта (на турски: Lale Devri, в най-близък превод Сезонът на лалето) е турски драматичен телевизионен сериал от 2010 г.

## Излъчване
| Сезон | Начало на сезона  | Край на сезона  | Епизоди | Всички епизоди | ТВ сезон    | ТВ канал    |
| ----- | ----------------- | --------------- | ------- | -------------- | ----------- | ----------- |
| 1     | 14 септември 2010 | 11 юни 2011     | 37      | 1 – 37         | 2010 – 2011 | Show TV/FOX |
| 2     | 20 август 2011    | 16 юни 2012     | 41      | 38 – 78        | 2011 – 2012 | FOX         |
| 3     | 8 септември 2012  | 15 юни 2013     | 40      | 79 – 117       | 2012 – 2013 | FOX         |
| 4     | 21 септември 2013 | 8 февруари 2014 | 17      | 118 – 135      | 2013 – 2014 | FOX         |

## Сюжет
Представя любовта обвита в тайните и лъжите между историята на две семейства и непреодолимите конфликти помежду им. Ляле е родена в заможна фамилия от Истанбул, но внезапна смърт ще изправи семейството ѝ пред фалит. От друга страна богатата фамилия Ългаз е на върха. Единственият син в нея е Чънар се справя с всичко, с което се захване. Чънар и Ляле се влюбват и решават да се оженят. Въпреки различията между семействата им те сключват брак тайно и така пътищата на двете фамилии се пресичат. А животът на младите остава помежду им между събитията, споровете, триковете и интригите. Дали Чънар и Ляле наистина са създадени един за друг? Ще успее ли тяхната любов да устои на тези обрати?

## Актьорски състав
- Толгахан Сайъшман – Чънар Илгаз
- Селен Сойдер – Топрак Илгаз
- Емина Сандал – Ляле Илгаз
- Серенай Саръкая – Йешим Ташкъран
- Кенан Бал – Неджип Илгаз
- Хатидже Аслан – Зюмрют Ташкъран
- Гюл Онат – Икбал Илгаз
- Айкут Йълмаз – Керем Ташкъран
- Айтен Сойкьок – Рейхан Илгаз
- Дениз Барут – Азра Дооан
- Айшегюл Гюнай – Султан Йешилйурт
- Шериф Сезер – Недрет Илгаз
- Селма Кутлуг – Шереф Карагюл
- Улви Аладжакаптан – Ремзи Карагюл
- Корел Джезайирли – Ахмет Чагън
- Къванч Кълънч – Съткъ Енгин
- Ердал Билинген – Шефик
- Хакан Пишкин – Екрем
- Гьокхан Аталай – Мехмет
- Ачеля Елмас – Едже
- Памир Пекин – Джансел
- Ебру Нил Айдън – Нермин
- Гьозде Мутлуер – Аслъ
- Гьокхан Четин – Медет
- Ерен Буджак – Тибет
- Сердар Гьокхан – Халук Кърали
- Кадир Кандемир – Окан Бостанджи
- Толга Сала – Йигит Йешилйурт
- Ипек Ердем – Мюневер Ханджъоглу

## В България
В България сериалът започва на 29 април 2013 г. по Диема Фемили и завършва на 30 юни 2014 г. На 23 юли 2018 г. започва повторно излъчване по Нова телевизия и спира на 13 август. На 14 август започва повторение по Диема Фемили и спира на 25 октомври. На 14 януари 2020 г. започва ново повторение и спира на 12 май. Ролите се озвучават от Христина Ибришимова, Елисавета Господинова, Петя Миладинова, Силви Стоицов, Светозар Кокаланов и Васил Бинев.